# Daniel Marcus William Beak
Daniel Marcus William Beak, britanski general, * 1891, † 1967.